# Charles Kasonde
Charles Joseph Sampa Kasonde (ur. 14 grudnia 1968 w Kalulushi) – zambijski duchowny katolicki, biskup Solwezi od 2010.

## Życiorys

### Prezbiterat
Święcenia kapłańskie przyjął 4 sierpnia 2001 i został inkardynowany do diecezji Ndola. Przez kilka lat pracował duszpastersko, zaś w 2004 został dyrektorem wydziału duszpasterskiego przy zambijskiej Konferencji Episkopatu. W latach 2006–2008 studiował w Baltimore, zaś w 2008 powrócił do kierowania wydziałem duszpasterskim, jednocześnie pełniąc funkcję wicesekretarza Konferencji Episkopatu.

### Episkopat
23 marca 2010 papież Benedykt XVI mianował go biskupem diecezji Solwezi. Sakry biskupiej udzielił mu 29 maja 2010 ówczesny nuncjusz apostolski w Zambii - arcybiskup Nicola Girasoli.